# 諫早家
諫早家（いさはやけ）は、龍造寺氏庶流にあたる武家・士族・華族だった家。江戸時代には肥前国佐賀藩主鍋島家の家老家で、維新後には士族を経て華族の男爵家に列した。

## 歴史
諫早家の祖である龍造寺家晴は龍造寺隆信父子に仕え、元亀元年（1570年）蓮池小曲城に封じられ龍造寺氏の筑後統制を担当した。天正8年（1580年）には筑後国柳川城主蒲池氏攻めに出陣し、戦功をあげて柳川城主となった。
しかし天正15年（1587年）の豊臣秀吉の九州平定で同地を喪失した。薩摩との戦いで先鋒を務めたことで肥前国高来郡伊佐早（長崎県諫早市）の地に2万5000石を与えられて移住した。龍造寺宗家の滅亡後に諫早に改姓して鍋島氏に仕えた。江戸時代には佐賀藩家老家の一つとして続き、2万6200石を知行した。藩内の家格は御三家、御親類に次ぐ御親類同格だった。
幕末から明治期の当主一学は幕末に勤王の志を以て国事に奔走。戊辰戦争や西南戦争でも活躍した。明治23年（1890年）6月からは貴族院の多額納税者議員にもなっている。
明治維新後には諫早家は当初士族だった。明治17年（1884年）に華族が五爵制になった際に定められた『叙爵内規』の前の案である『爵位発行順序』所収の『華族令』案の内規（明治11年・12年ごろ作成）や『授爵規則』（明治12年以降16年ごろ作成）では万石以上陪臣が男爵に含まれており、諫早家も男爵候補に挙げられているが、最終的な『叙爵内規』では旧万石以上陪臣は授爵対象外となったためこの時点では諫早家は士族のままだった。
明治15年・16年ごろ作成と思われる『三条家文書』所収『旧藩壱万石以上家臣家産・職業・貧富取調書』は、諫早一学について所有財産を旧禄高2万6200石、所有財産は金禄公債5万3420円、企業公債3250円、十八国立銀行株金1万円、長崎日見峠費株3000円、砂糖会社株300円、田畑161町2反4畝14歩、山林原野277町6反4畝14歩、宅地4町5反5畝歩余、職業は無職、貧富景況は空欄としている。
明治26年（1893年）には旧主家の鍋島侯爵家から鍋島己巳五郎家、鍋島茂昌家、多久家、そして諫早家の4旧臣家に維新の功で華族編列があるよう請願が出されている。その時点では許可されなかったが、明治30年（1897年）10月27日に至って一学の維新及び西南戦争の功により一学の養子家崇が華族の男爵に叙せられた。
家崇の長子家興の弟不二雄の息子が英雄で、英雄の代には諫早男爵家の東京の邸宅は東京市世田谷区松原町にあった。